# Peniteciarul Chilia Veche
Penitenciarul Chilia Veche a fost un penitenciar din Chilia Veche, județul Tulcea, România. În prezent este secție exterioară a Penitenciarului Tulcea